# 요리 중독
요리 중독 - 빠르고 재미있는 레스토랑 게임(영어: Cooking Craze – A Fast & Fun Restaurant Game)은 2017년 빅 피쉬 게임, 마트료시카 게임이 출시한 요리 아케이드 게임으로 iOS, Android 등에서 플레이할 수 있다.

## 레벨 및 도시
뉴욕, 파리, 로마, 리우데자네이루, 방콕, 도쿄, 아테네, 멕시코 시티, 모스크바, 상하이, 프라하, 더블린, 서울, 카사블랑카, 런던, 뉴올리언스, 뮌헨, 코펜하겐, 이스탄불, 시드니, 뉴 델리, 브뤼셀, 토론토, 바르셀로나, 하노이, 호놀룰루, 크라코프, 케이프 타운, 예루살렘, 발리, 체리마트, 부에노스 아이레스, 암스테르담, 트빌리시, 싱가포르 순이며 뉴욕 레벨이 110까지, 나머지는 120까지의 레벨이 있다.

### 정규 도시

#### 뉴욕
뉴욕은 다른 스테이지와 달리 3개가 아닌 4개의 식당이 있고, 120 레벨이 아닌 110 레벨이며, 다른 스테이지에서는 의견 카드를 10개 모으면 신규 레벨을 오픈하지만 뉴욕은 불규칙하다.
뉴욕에서는 아래와 같은 식당이 있다.
| 레벨   | 메뉴 |
| ------ | --- |
| 1~10   | 도넛(초콜릿 시럽&코코넛 가루 또는 딸기 시럽&스프링클스 추가 가능), 쉐이크(종류는 쉐이크를 업그레이드 할 때마다 바뀐다)                                                           |
| 11~31  | 햄버거(토마토 및 치즈 추가 가능), 핫도그(겨자 소스 추가 가능), 콜라, 양파링 |
| 32~70  | 펜케이크(메이플 시럽 및 블루베리(최종 업그레이드에서는 딸기 포함) 추가 가능), 달걀 프라이, 아이스크림, 오렌지 주스                                                               |
| 71~110 | 스테이크(양파 및 감자튀김 추가 가능), 생선 스테이크(시저 샐러드 추가 가능), 해산물 토마토 비스킷(파슬리 추가 가능), 커피(업그레이드에 따라 아이스 커피, 라떼 등으로 종류가 바뀜) |

#### 파리
| 레벨   | 메뉴 |
| ------ | --- |
| 1~40   | 크루아상(초콜릿 시럽 및 딸기 추가 가능), 커스터드(블루베리(최종 업그레이드에서 산딸기 포함) 및 민트 추가 가능), 핫초코 |
| 41~80  | 개구리 다리(아스파라거스, 토마토 소스 추가 가능), 에스카르고(레몬, 마늘 소스 추가 가능), 주스, 마카롱                  |
| 81~120 | 참치타르타르(아보카도, 캐비어 추가 가능), 오리 콩피, 칵테일, 치즈&과일&무화과 잼                                       |

#### 로마
| 레벨   | 메뉴 |
| ------ | --- |
| 1~40   | 피자(페퍼로니, 모짜렐라, 올리브, 오레가노 추가 가능), 젤라또(멜론맛, 파인애플맛, 딸기맛), 수박 주스, 밤(군밤) |
| 41~80  | 리조또(홍합, 새우 추가 가능), 부르스케타(토마토, 올리브, 오레가노 추가 가능), 판나코타, 에스프레소 커피       |
| 81~120 | 파스타(참치, 토마토 추가 가능), 라비올리(치즈, 페스트 추가 가능), 라자니아, 티라미슈, 레몬에이드              |

#### 리우데자네이루
| 레벨   | 메뉴 |
| ------ | --- |
| 1~40   | 슈하스코(야채 추가 가능), 타피오카(바나나, 아이스크림, 과일 추가 가능), 망고 주스, 튀김 치즈            |
| 41~80  | 아카라제(소스, 새우 추가 가능), 페이조아다(쌀, 야채, 오렌지 추가 가능), 파스텔, 스무디                  |
| 81~120 | 바타파(새우, 후추, 파슬리 추가 가능), 죽볼리노스 데바카하우(감자, 라임 추가 가능), 커피, 크림 데 파파야 |

#### 방콕
| 레벨   | 메뉴 |
| ------ | --- |
| 1~40   | 크랩 케이크(크랩 스틱, 칠리 소스, 수박 추가 가능), 크랩 스틱(크랩 케이크, 칠리 소스, 수박 추가 가능), 낙지(오징어, 칠리 소스, 수박 추가 가능), 오징어(낙지, 칠리 소스, 수박 추가 가능), 철판 아이스크림(과일 웨이퍼 추가 가능), 과일 스무디 |
| 41~80  | 팟타이(라임, 새우, 그린 양파 추가 가능), 탈라피아(마늘 해산물 소스, 그린 파파야 샐러드 추가 가능), 수박&파인애플&용과, 코코넛밀크 |
| 81~120 | 파인애플 보트에 담긴 콩나물 밥(오이, 새우, 달걀 추가 가능), 게찜(상추, 재스민 쌀, 간장 추가 가능), 똠얌, 열대 과일 음료 |

#### 도쿄
| 레벨   | 메뉴 | 비고       |
| ------ | --- | ---------- |
| 1~40   | 연어 초밥, 계란 초밥, 고등어 초밥, 라멘(차슈, 두부, 파, 달걀 추가 가능), 차 | [ 비고 1 ] |
| 41~80  | 마지팬 고양이(초록색에 한하여 블루베리 추가 가능, 분홍색에 한하여 초콜릿 막대과자 추가 가능, 주황색에 한하여 딸기 추가 가능), 도시락(완두콩, 당근, 계란말이 추가 가능), 소다, 젤리 | [ 비고 2 ] |
| 81~120 | 회(참치, 장어, 북어 / 간장, 와사비 추가 가능), 초밥(바닷가재, 해초 샐러드, 어란 추가 가능), 새우 초밥(샐러리 추가 가능), 녹차                                                      |            |

#### 아테네
| 레벨 | 메뉴 | 비고 |
| ---- | --- | ---- |
| 1~40 | 기로스(감자튀김, 요거트 소스 추가 가능), 다코(익은 토마토, 미제드라 치즈, 올리브 추가 가능), 크림 퍼프, 복숭아 레몬에이드 |      |

#### 비고
1. ↑  초밥 모양은 네모난 밥, 세모난 밥, 둥근 밥 3종류가 있다.
2. ↑  마지팬 고양이는 초록색, 주황색, 분홍색의 3종류가 있다.

### 푸드 트럭 이벤트
푸드 트럭 이벤트는 비정기적으로 본 게임에서 등장하는 이벤트이다. 5개의 레벨로 구성되어 있다. 5개 레벨을 완료하면 보상이 지급된다.

### 푸드 코트 이벤트
푸드 코트 이벤트는 비정기적으로 본 게임에서 등장하는 이벤트이다. 푸드 코트에는 각 5개 레벨로 이루어진 3개의 식당이 있으며, 총 15개 레벨이 있다. 레벨을 5개씩 완료할 때마다 보상이 지급된다.

## 게임 방법
고객이 요구하는 음식을 만들어내어 터치하면 고객에게 간다. 연속적으로 음식을 3~5개 줄 경우 "콤보"가 작동한다. 음식을 2번 터치하면 쓰레기통에 버려지며 레벨에 따라 음식 태우기, 손님 그냥 보내기, 음식 버리기 등이 금지된다. 레벨에서는 일정 코인 이상을 모았을 때 레벨에 성공하며 남은 손님 수나 남은 시간(초)이 표시된다.
보너스 레벨은 뉴욕의 경우 펜케이크 식당, 스테이크 식당에, 다른 스테이지는 모든 식당에 있고 최대 10분간 진행 가능하다. 이 레벨에서는 실패해도 생명(후술)이 없어지지 않으며 그 시점까지 모은 코인이 적립된다. 4시간에 1번씩 게임할 수 있으며 일정 양의 스푼(후술)으로 충전을 완료시킬 수 있다.

## 게임 머니
본 게임은 2종류의 게임 머니가 있다.

### 코인
뉴욕 및 푸드트럭 이벤트의 경우 금화에 "$"가 써져 있고, 파리의 경우 은화에 에펠 탑 모양이 그려져 있는 형태이며, 로마는 체리가 그려져 있고, 리우데자네이루는 금화에 앵무새가 그려져 있는 형태이며 추가 업무(후술)를 포함한 모든 레벨을 완료했을 때 지급된다. 단 레벨을 실패했을 때에는 그 시점까지 모은 코인도 적립되지 않는다(보너스 레벨은 예외이다). 코인은 주방의 기구를 업그레이드하는 데에 사용할 수 있다.

### 스푼
작은 파란색 스푼의 형태이며 추가 업무 레벨에서는 지급되지 않는다. 업적(후술)을 달성했을 때에도 일정 양의 스푼이 지급된다. 스푼은 부스트를 구매하는 데 사용할 수 있다. 스푼은 스토어에서 유료로 살 수도 있다.

## 부스트
본 게임은 아래의 부스트가 있다. 부스트는 전술한 바와 같이 스푼으로 구매할 수 있다.

### 30초 추가
레벨에 30초의 시간을 더하는 부스트이다. 일정 시간 안에 완료해야 하는 레벨에서 사용할 수 있다.

### 손님 3명 추가
레벨에 3명의 손님을 더하는 부스트이다. 일정 손님에게 음식을 제공해야 하는 레벨에서 사용할 수 있다.

### 가격 2배
가격을 2배로 받을 수 있는 부스트이다. 이 경우 게임에서 유기농 재료로 요리하는 것으로 설정된다.

### 눈부심
고객의 관심을 돌려 요리 시간을 벌 수 있게 하는 부스트이다. 사탕 모양이며 사실상 컵케이크(후술)와 같은 역할이다.

### 태움 방지
가열 기구에 빨간색 무늬가 얹어지며 음식이 태워지지 않는다.

### 즉석 요리
레벨 47부터 활성화되며 음식을 가열 기구에 올려놓는 즉시 요리가 완료된다(일반적으로는 일정 시간이 경과한 후 요리가 완료된다).

## 컵케이크
베이커리에서 생산되며 처음에는 4시간마다 5개씩 만들어진다. 일정 양의 스푼으로 베이커리를 업그레이드하면 더 많은 양의 컵케이크를 만들 수 있게 된다. 컵케이크는 고객이 기다리는 것을 즐겁게 하는 도구이다. 고객이 일정 시간 이상 기다리면 음식을 받지 않고 가버리므로 이에 필요한 도구이다.

## 생명
게임에서의 생명이다. 빨간 하트 모양이며 5개의 생명이 주어진다. 미션을 실패할 때마다 하나씩 없어지며(보너스 레벨 제외) 한 생명이 다시 복구되는데에는 30분이 필요하다(스푼 50개로 복원 가능). 모든 생명이 사라지면 생명이 다시 복구될 때까지 게임을 할 수 없다(보너스 레벨 제외). 스토어에서 스푼을 유료로 일정 수량 이상 구매하거나 신규 식당 오픈, 한 도시에서의 미션 완료 시 일정 시간 동안 무한 생명을 지급한다. 무한 생명은 빨간 하트에 노란색의 ∞(무한대) 표시가 되어 있다.

## 업적
게임에서 일정한 기록을 세우는 것을 말한다. 예를 들어 "햄버거를 1500개 서비스하기" 같은 것이다. 업적을 달성하면 일정 양의 스푼이 지급된다.

## 스태프
- 총괄 프로듀서 - 크리스 조지
- 수석 게임 프로듀서 - 안나 릭스
- Assoiciate Game Producer - 제니퍼 페어뱅크스
- 매니저 / 게임 프러덕션 - 자체리 힌즈
- 플랫폼 엔지니어 - 조나단 "제이베트" 베테거
- 서사 디자이너 - 베이 안나풀
- 마케팅 팀 - 크리스틴 알드릿지, 카멘 블레이팅
- 사용자 획득 리드 - 댄 브루소
- QA 부대표 - 커티스 레이놀드
- QA 매니저 - 웬디 스코델러
- QA 중간 매니저 - 테레사 티센
- 요리 중독 QA 게임 리드 - 데빈 아볼린
- 테크 리드 - 알렌 람세이
- QA 테크 시니어 테스터 - 레베카 버틀러, 트리스탄 피케스
- 시니어 테스터 - 앨런 헬러, 에반 로벤스틴, 그랜트 램브, 제이슨 이거, 주안 카스트로, 라우렌 힐, 니겔 안델슨, 타일러 우드, 비비안 위닝햄
- QA 테스터 - 애이런 M. 윌슨, 아드리네 마타, 애미 나이트, 베키 웨메이어, 베트 머피, 찰스 윌러, 에릭 찻햄, 아이작 스티븐슨, 재콥 챔버스, 조셉 스워너, 조단 맥심, 카위카 브레맨, 리사 프랑케, 마기 클라크, 롤란도 씨크나로스
- 특별 감사 - 브랜더 "뱃저" 로우렛트
- 로컬라이제이션 - 매트 데커, 스틴 그로네벡, 아르네 트위그트, 라우렌 와낙, 유미 오쿠보 슈먼, 알씨아 데조제, 그웬 사우바지
- 로컬라이제이션 QA 에디터 - 치에 스터즈만, 알렉산드라 마레니치, 카트린 잭웨이, 소피에 반 히즈, 밸런티아 팔리라이, 팔레리에 테일러, 헬레네 스킬더즈, 솔란지 스페니어, 박진
- 번역 - 라우에렌스 밀러리억스 타넨, 줄리아 옥스, 에리코 가드너, 연미호, 도요키 아사코, 미차렐라 리, 발렌티나 파글리아이, 발레러 테일러, 헬레네 스킬더즈, 솔란지 스페니어, 박진, 세라 글레서, 다이아나 브라켄, 안네테 니브, 엘리사베트 조우세, 이사벨라 잔체타